# Bajo Cauca Antioquia
Bajo Cauca Antioquia este un municipiu din departamentul Antioquia, Columbia.